# Typhlamphiascus confusus
Typhlamphiascus confusus is een eenoogkreeftjessoort uit de familie van de Miraciidae. De wetenschappelijke naam van de soort is voor het eerst geldig gepubliceerd in 1902 door Thomas Scott.